# Parthian (lớp tàu ngầm)
Lớp tàu ngầm Parthian (hoặc lớp P) là một lớp bao gồm sáu tàu ngầm được Hải quân Hoàng gia Anh chế tạo vào cuối thập niên 1920. Chúng được thiết kế như những tàu ngầm tuần dương có khả năng hoạt động tầm xa để phục vụ tại Viễn Đông. Những chiếc này hầu như tương tự với  Lớp Odin dẫn trước, chỉ với kiểu dáng mũi tàu khác biệt.

## Những chiếc trong lớp
| Tên                           | Xưởng tàu         | Đặt lườn         | Hạ thủy          | Nhập biên chế    | Xuất biên chế    | Số phận |
| ----------------------------- | ----------------- | ---------------- | ---------------- | ---------------- | ---------------- | --- |
| Pandora (N42) (nguyên Python) | Vickers, Barrow   | 9 tháng 7, 1928  | 22 tháng 8, 1929 | 30 tháng 6, 1930 |                  | Bị máy bay Ý đánh chìm tại Valletta, Malta, 1 tháng 4, 1942; được trục vớt nhưng không sửa chữa, 1943; tháo dỡ, 1955 |
| Parthian (N75)                | Xưởng tàu Chatham | 30 tháng 6, 1928 | 22 tháng 6, 1929 | 13 tháng 1, 1931 |                  | Bị mất trong biển Adriatic, có thể do trúng mìn, khoảng 6 tháng 8 đến 11 tháng 8, 1943                               |
| Perseus (N36)                 | Vickers, Barrow   | 2 tháng 7, 1928  | 22 tháng 5, 1929 | 15 tháng 4, 1930 |                  | Mất do trúng mìn trong trong biển Ionian ngoài khơi bờ biển phía Tây Hy Lạp, 6 tháng 12, 1941                        |
| Phoenix (N96)                 | Cammell Laird     | 23 tháng 7, 1928 | 3 tháng 10, 1929 | 3 tháng 2, 1931  |                  | Có thể mất do trúng mìn sâu từ xuồng phóng lôi Ý Albatros ngoài khơi bờ biển Sicilia, 16 tháng 7, 1940               |
| Poseidon (P99)                | Vickers, Barrow   | 5 tháng 9, 1928  | 21 tháng 6, 1929 | 5 tháng 5, 1930  |                  | Đắm do tai nạn va chạm với một tàu buôn, 9 tháng 6, 1931; xác tàu được Trung Quốc trục vớt vào thập niên 1970        |
| Proteus (N29)                 | Vickers, Barrow   | 19 tháng 7, 1928 | 23 tháng 7, 1929 | 5 tháng 5, 1930  | 30 tháng 6, 1944 | Bị tháo dỡ tại Troon, tháng 3, 1946                                                                                  |